# Back on the Streets (Gary Moore)
Back on the Streets is een album van de Iers/Engelse gitarist Gary Moore, uitgebracht in 1978. Het is feitelijk zijn eerste album als soloartiest, omdat het album Grinding Stone was uitgebracht als The Gary Moore Band. Thin Lizzy-bassist/zanger Phil Lynott en drummer Brian Downey spelen mee op vier nummers van het album, inclusief de Britse top 10-single "Parisienne Walkways".

## Tracklist
1. "Back On The Streets" – 4:18
2. "Song For Donna" – 5:22
3. "What Would You Rather Bee Or A Wasp" (instrumentaal) – 4:48
4. "Fanatical Fascists" – 2:44
5. "Spanish Guitar" (Moore) – 3:48
6. "Don't Believe A Word" – 3:34
7. "Flight Of The Snow Moose" (instrumentaal) – 6:59
8. "Hurricane" (instrumentaal) – 4:50
9. "Parisienne Walkways" – 3:08

Bonusnummers bij de muziekdownload: "Spanish guitar" (zang van Phil Lynnot), "Spanish guitar" (zang van Gary Moore), "Spanish guitar" (instrumentaal)

## Bandleden
- Gary Moore: gitaar, zang
- Phil Lynott: basgitaar, double bass, akoestische gitaar, percussie, zang (cd-tracks 2, 3, 8, 9).
- John Mole: basgitaar (cd-tracks 4, 5, 6, 7).
- Don Airey: keyboards, orgel, piano (cd-tracks 1, 4, 5, 6, 7).
- Brian Downey: drums, percussie (cd-tracks 2, 3, 8, 9).
- Simon Phillips: drums, percussie (cd-tracks 1, 4, 5, 6, 7).